# دلقک‌ماهی پوزه‌سفید
دلقک‌ماهی پوزه‌سفید (نام علمی: Amphiprion mccullochi) نام یک گونه از زیرخانواده دلقک‌ماهی است.

## نگارخانه

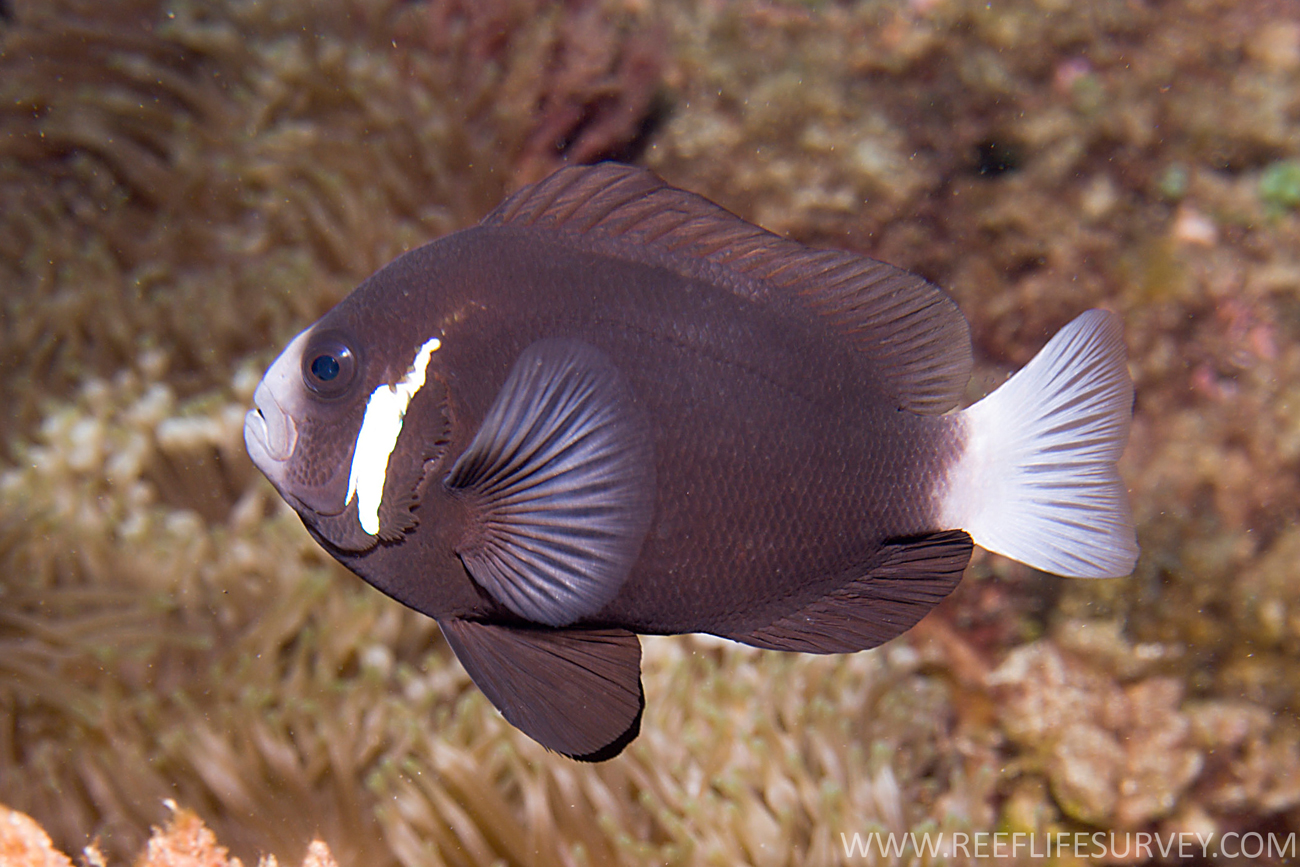
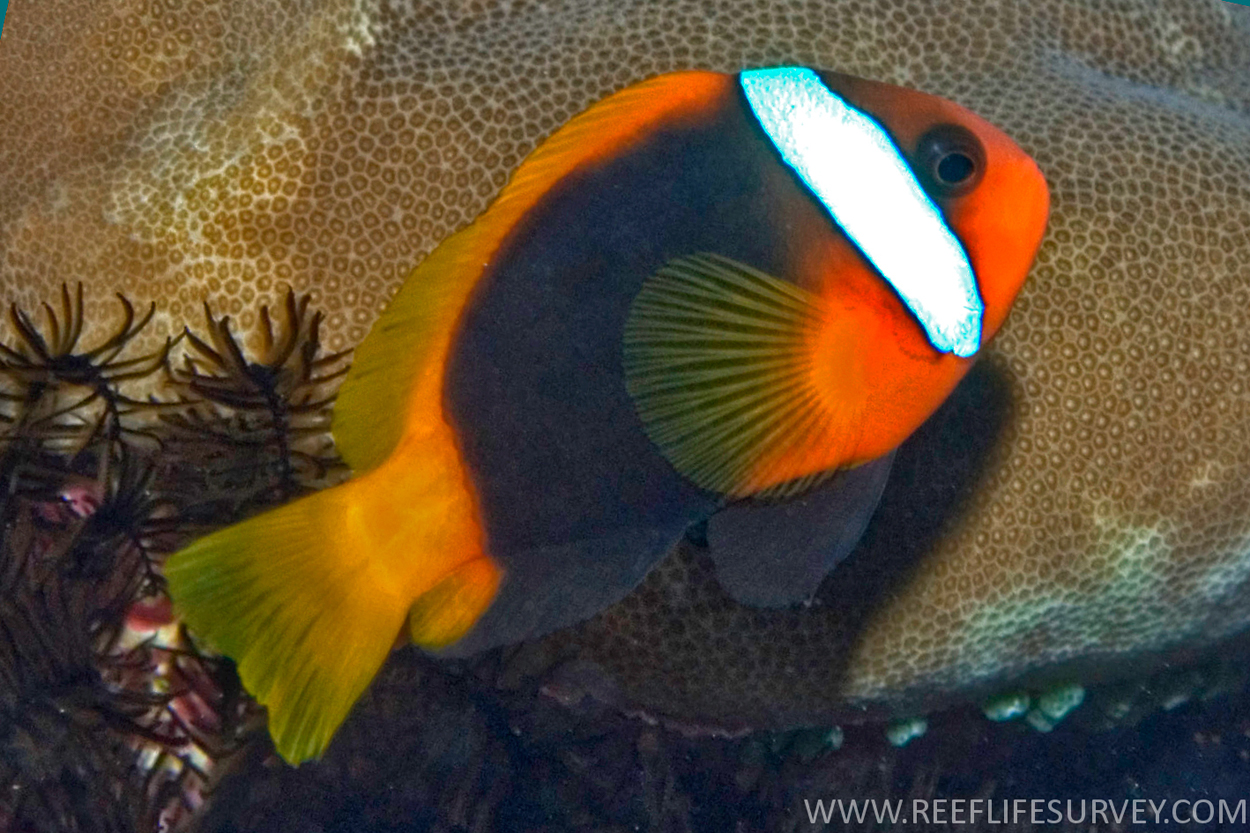
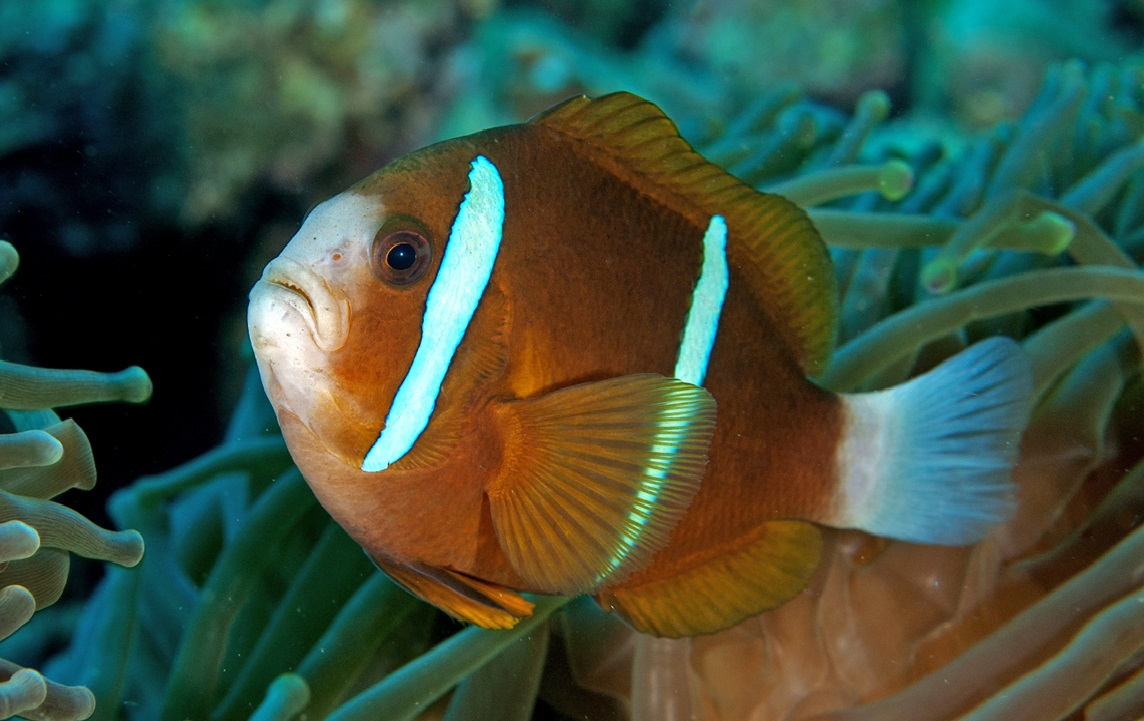